# Twentysomething
Albums de Jamie Cullum
Pointless Nostalgic
(2002) Catching Tales
(2005)
Twentysomething est le 3e album de l'auteur-compositeur-interprète anglais Jamie Cullum paru en 2003. On y trouve une reprise de la célèbre ballade de Jimi Hendrix, The Wind Cries Mary, intitulée ici Wind Cries Mary.

## Liste des morceaux
| No  | Titre                            | Musique                          | Durée |
| --- | -------------------------------- | -------------------------------- | ----- |
| 1.  | What a Difference a Day Made     | Stanley Adams, María Grever      | 5:11  |
| 2.  | These Are The Days               | Ben Cullum                       | 3:24  |
| 3.  | Singin' in the Rain              | Arthur Freed, Nacio Herb Brown   | 4:10  |
| 4.  | Twentysomething                  | Jamie Cullum                     | 3:43  |
| 5.  | But For Now                      | Bob Dorough                      | 3:58  |
| 6.  | Old Devil Moon                   | Burton Lane, Yip Harburg         | 4:14  |
| 7.  | I Could Have Danced All Night    | Alan Jay Lerner, Frederick Loewe | 3:27  |
| 8.  | Blame It On My Youth             | Oscar Levant, Edward Heyman      | 3:14  |
| 9.  | I Get A Kick Out Of You          | Cole Porter                      | 4:13  |
| 10. | All at Sea                       | Jamie Cullum                     | 4:36  |
| 11. | Wind Cries Mary                  | Jimi Hendrix                     | 3:39  |
| 12. | Lover, You Should Have Come Over | Jeff Buckley                     | 4:15  |
| 13. | It's About Time                  | Ben Cullum                       | 4:09  |
| 14. | Next Year Baby                   | Jamie Cullum                     | 4:48  |